# 佐々木裕司
佐々木 裕司（ささき ゆうじ、1979年 - ）は、日本のラグビーレフリー（審判員）。2021年現在、日本協会A級公認レフリーを務めている。

## プロフィール
- 徳島県神山町出身。
- 選手時代のポジションはスタンドオフ(SO)、ウィング(WTB)[3]。

## 略歴
高校からラグビーを始めた。
徳島工業高校、日本文理大学を経て、教員となってさらにレフリーになる。